# シルバーバレット
シルバーバレット（Silver Bullet）は、美少女デジタルコンテンツ制作会社である有限会社シルバーバレットの社名・ブランド名である。

## 概要
2003年、元D.O.のプロデューサーの村上智右と、エルフの『臭作』などで知られるイラストレーターの堀部秀郎を中心に、同人制作チーム「Team Silver Bullet」として活動開始。
名称の由来は、ソフトウェア技術者・コンピュータ科学者のフレデリック・ブルックスの論文『銀の弾などない（No Silver Bullet）』から。当時、アダルトゲーム雑誌の取材で社名の由来を尋ねられた村上は、「たまたまインターネットのgoo辞書を起動したら、この言葉がトップページにあったんです。その意味を調べたら、狼男を倒す銀の弾丸のほかに、米国人が書いた "No Silver Bullet" という論文があって、『ソフトウェアの生産において、特効薬となりうる技法は存在しない』といっているんです。そこで、その"No"を取って業界で最良のクオリティをめざし、ソフトウェア業界の『特効薬』となる存在になりたいという意味でSilver Bulletの名前を付けました。」と語っている。
初プロデュース作品としてPCゲーム『LEVIATHAN』（レビヤタン又はレヴィヤタン）を発売する予定だったが、家庭用ゲームソフト『PIETA（仮）』（のち、『FRAGMENTS BLUE』）を含む他作品を並行して制作していたために本作の制作が滞る中で、2006年の堀部の夭折により企画は凍結。後に、コミックマーケット64にて『LEVIATHAN』の設定準備稿集『Preparation for Leviathan』を発売するに留まった。
2004年8月2日の法人化後は他社の作品に外注として携わり、2006年から『雪影-setsuei-』で自社開発ブランドとして活動。また同年にはしらたま及びブルゲはいぶりっど、2008年にはCOWPERといった、いわゆる抜きゲーを中心に展開するブランドを立ち上げている。加えて、2010年3月にはナインプラネッツのブランドのMeteorが移籍し、シルバーバレット下のブランドとして再始動することとなった。このような再始動が実現した背景には、Meteorの代表を務めていたうえむら紘一と村上とが過去にD.O.の同僚だったことがある。
2012年の『妹びらいざー』発売からしばらく後、トップページを含めたオフィシャルサイトの全てのページが閲覧できない状態となっていたが、2013年4月1日に復旧した（傘下ブランドであるMeteorのページはなおも閉鎖中）。
だが、2013年5月頃に再びトップページを含めた全てのページが閲覧できない状態に戻った。
2014年7月7日に破産手続が開始され、これによりシルバーバレットは正式に解散・消滅した。なお、消息不明の社長を含む数名のスタッフ（社員込）を除いて、スタッフはすでに別のところで活動を続けている。

## 作品一覧
同人誌
- 2003年8月17日 - Preparation for Leviathan
- 2004年8月15日 - leads to PIETA
- 2005年8月14日 - FRAGMENTS BLUE Material Book

Silver Bullet
- 2006年3月24日 - 雪影-setsuei-
- 2008年1月31日 - 月と魔法と太陽と
- 2009年4月24日 - 桜吹雪 〜千年の恋をしました〜
- 2009年12月18日 - 花鳥風月 〜恋ニヲチタル花園ノ姫〜
- 2010年6月25日 - こんそめ! 〜combination somebody〜
- 2011年6月3日 - 夏雪 〜summer snow〜
- 2012年8月31日 - 妹びらいざー
- 2013年4月26日 - 雪影 ビジュアル リニューアル版

Silver Bullet Automatic
- 2010年10月29日 - Sacred†Vampire -セイクリッドヴァンパイア-
- 2011年10月28日 - Master×Re:master

カウパー
- 2008年2月8日 - ザクラリッター・ミズキ
- 2008年12月26日 - ボクだけの肉欲人形（フィギュア） 〜白濁のコスプレイヤー〜
- 2009年11月20日 - 姉@マス -THE ANE MASTER-
- 2010年5月28日 - イカセ屋平次 〜性姦マッサぢごく〜

Meteor（ホビボックスと共同）
- 2010年9月24日 - 汐見崎学園演劇部 恋・ぷれ 〜あなたといちゃいちゃろーるぷれいんぐ!〜
- 2011年4月22日 - Marguerite Sphere -マーガレット スフィア-
- 2012年3月30日 - Princess-Style

ふぇんりる
- 2008年7月18日 - ツンデレでヤンデレな幼馴染・小鳥遊双葉さんとHなことをするゲーム

その他
特に追記がない限り、出典は公式サイトの製品情報。
- 夢幻廻廊（BLACK CYC）- 開発協力[8]。製品情報に記載なし。
- FRAGMENTS BLUE（角川書店・VRIDGE） - 開発協力
- おねすく! 〜おねえさんすくらんぶる〜（ブルーゲイル） - 開発
- 欲情ペットライフ!!（しらたま） - 開発
- 妻ようじ 〜ボクは人妻管理人〜（しらたま） - 開発
- 虹色あるけミカン（しらたま） - 開発
- はぴほす! 〜お世話されます入院生活〜（しらたま） - 開発

## 元スタッフ
- 村上智右　：ブランド代表。個人の名義で『夢幻廻廊』（BLACK CYC）に企画・原案[8]として、『彗星に願いを…』（Sky-High feat.GIGA）に監督[9]として他社ブランド作品にも関与した。ブランド活動停止前後に消息不明となり、Twitterも2013年4月を最後に発言がない[要出典]。2019年ブランド「SATOR」を立ち上げ「モウソウスピーカー」を発売[要出典]。
- 囲智之　　：スクリプター。ディレクターも？しらたまのソフトにも携わっていた。
- 江森美沙樹：主にグラフィック。2011年12月退社[要出典]。退社後、外注をしつつ絵描き＆エロ絵管理人として活動中。ソーシャルゲーム『覚醒研究アイドルラボ』等々にも参加中。
- 福永ユミ　：原画。2013年4月退社[要出典]、「梅鳥うりり」と名前を変え、Twitterでもフリー宣言をした。近年は同人ゲームサークル「サークル冥魅亭」の作品で原画を務めている。